# Oszukać przeznaczenie 2
Oszukać przeznaczenie 2 (ang. Final Destination 2) – amerykański horror z 2003 roku w reżyserii Davida R. Ellisa. Pierwszy sequel filmu Oszukać przeznaczenie (2000).

## Fabuła
Kimberly Corman (A.J. Cook), młoda dziewczyna, której ciężko jest pogodzić się ze śmiercią ukochanej matki, wybiera się wraz z trójką przyjaciół na weekend do słonecznego Daytona Beach na Florydzie. Stojąc w kilkusetmetrowym korku, doświadcza wizji, w której ona, jej przyjaciele i dziesiątki innych kierowców giną w krwawym karambolu. Wizja okazuje się być tak realistyczna, że dziewczyna blokuje główny wjazd na autostradę, by zapobiec śmierci niewinnych ludzi. Interweniujący policjant Thomas Burke (Michael Landes) nie przyjmuje do wiadomości jej wyjaśnień, jednak niespodziewanie podczas ich rozmowy dochodzi do wyśnionego wypadku, w którym giną przyjaciele Kimberly.
Cudem ocaleni z wypadku Nora Carpenter (Lynda Boyd) i jej piętnastoletni syn Tim (James Kirk), bizneswoman Kat Jennings (Keegan Connor Tracy), nauczyciel Eugene Dix (T.C. Carson) oraz narkoman Rory Peters (Jonathan Cherry) spotykają się na komisariacie, a Kimberly opowiada o wizji, której doświadczyła. W międzyczasie inny z ocalałych, Evan Lewis (David Paetkau), ginie w tajemniczych okolicznościach. Kimberly jak i reszta, dowiadują się o jego zgonie z telewizji i zaczyna podejrzewać, że uczucie, którego doświadczyła przed wjazdem na autostradę, wykracza poza jednorazową wizję. Kimberly dowiaduje się o tragedii lotniczej sprzed roku i nawiązuje kontakt z jedyną ocalałą z niej osobą, Clear Rivers (Ali Larter), która obecnie przebywa w szpitalu psychiatrycznym. Pomimo początkowej niechęci, Clear decyduje się pomóc Kimberly.
Tymczasem Tim ginie przygnieciony przez wielką szybę. Po jego śmierci bohaterowie postanawiają trzymać się razem, by uniknąć kolejnych wypadków. Jednak podczas spotkania w mieszkaniu policjanta Burke’a kłócą się, rozchodzą, a następnie ginie kolejna osoba – Nora. Przy pomocy Burke’a Kimberly odnajduje Isabellę Hudson (Justina Machado), ciężarną kobietę, która również przeżyła wypadek na autostradzie. Okazuje się ona szczególnie istotna, ponieważ nowonarodzone dziecko może pokonać śmierć, czyhającą na bohaterów. Isabella trafia do szpitala, więc bohaterowie jadą do niej, by być obecni przy porodzie. W wypadku po drodze ranny jest Eugene, którego Kimberly, Thomas i Clear zabierają do szpitala, a tymczasem Kat i Rory giną w dziwnym wypadku. Gdy w szpitalu rodzi się syn Isabelli, kolejna wizja Kimberly wskazuje jej, że kobieta wcale nie miała brać udziału w wypadku na autostradzie. W szpitalu dochodzi do wybuchu, w którym giną Eugene i Clear. Kimberly wysnuwa własny plan ocalenia krytycznej sytuacji. Postanawia oddać własne życie za cenę życia Thomasa. Wjeżdża samochodem do przyszpitalnego jeziora, a Thomas przy pomocy sanitariuszy ratuje ją, wyciągając z wody. Tym sposobem bohaterom udaje się oszukać przeznaczenie.
W finałowej scenie Kimberly i Thomas biorą udział w przyjęciu organizowanym przez rodzinę Gibbonsów, która pomogła bohaterom podczas wypadku w drodze do szpitala. Nieoczekiwanie Brian, syn państwa Gibbons, ginie w eksplozji grilla.

## Obsada
- Ali Larter – Clear Rivers
- A.J. Cook – Kimberly Corman
- Michael Landes – Thomas Burke
- Tony Todd – William Bludworth
- T.C. Carson – Eugene Dix
- Jonathan Cherry – Rory Peters
- Keegan Connor Tracy – Kat Jennings
- Lynda Boyd – Nora Carpenter
- James Kirk – Tim Carpenter
- Justina Machado – Isabella Hudson
- David Paetkau – Evan Lewis
- Sarah Carter – Shaina Gordon
- Enid-Raye Adams – dr Kalarjian
- Aaron Douglas – Steve Adams

## Wersja polska[1]
Dystrybucja w Polsce: Warner Bros. Poland

Udźwiękowienie: Master Film

Tekst: Magda Balcerek

Czytał: Maciej Gudowski

## Uśmiercenia
| Postać                                     | Aktor                                    | Rodzaj śmierci                        |
| ------------------------------------------ | ---------------------------------------- | ------------------------------------- |
| Shaina Gordon, Dano Royale, Frankie Arnold | Sarah Carter, Alejandro Rae, Shaun Sipos | Zmiażdżenie ciężarówką wewnątrz auta. |
| Evan Lewis                                 | David Paetkau                            | Wbicie drabiny ewakuacyjnej w oko     |
| Tim Carpenter                              | James Kirk                               | Przygnieciony przez wielką szybę      |
| Nora Carpenter                             | Lynda Boyd                               | Dekapitacja przez windę               |
| Kat Jennings                               | Keegan Connor Tracy                      | Nabicie głowy na rurę                 |
| Rory Peters                                | Jonathan Cherry                          | Pocięty na 3 kawałki                  |
| Eugene Dix, Clear Rivers                   | T.C. Carson, Ali Larter                  | Wybuch tlenu w szpitalu               |
| Brian Gibbons                              | Noel Fisher                              | Wybuch grilla                         |

## Nagrody i nominacje
- MTV Movie Awards 2003
  - najlepsza sekwencja akcji (nominacja)
- Teen Choice Awards 2003
  - najlepszy horror/thriller (nominacja)
- Nagrody Saturn 2003
  - najlepszy horror (nominacja)